# Poroče
Poroče (en serbe cyrillique : Пороче) est un village du nord-est du Monténégro, dans la municipalité de Berane.

## Démographie

### Évolution historique de la population
| 1948 | 1953 | 1961 | 1971 | 1981 | 1991 | 2003 |
| ---- | ---- | ---- | ---- | ---- | ---- | ---- |
| 45   | 48   | 50   | 79   | 67   | 60   | 33   |